# Perilampus maceki
Perilampus maceki är en stekelart som beskrevs av Boucek 1956. Perilampus maceki ingår i släktet Perilampus och familjen gropglanssteklar. Inga underarter finns listade i Catalogue of Life.